# Belize i olympiska sommarspelen 1992
Belize deltog i de olympiska sommarspelen 1992 men ingen av landets deltagare erövrade någon medalj.

## Cykling
Damernas linjelopp
- Stephanie Sous
  - Final — fullföljde inte (→ ingen placering)

## Friidrott
Herrarnas 100 meter
- Emery Paul Gill
  - Heat — 11,51 (→ gick inte vidare, 75:e plats)

Herrarnas längdhopp
- Elston Shaw
  - Kval — 6,57 m (→ gick inte vidare, 44:e plats)

Herrarnas tresteg
- Elston Shaw
  - Kval — 13,56 m (→ gick inte vidare, 44:e plats)